# Федерація хокею Німеччини
Федерація хокею Німеччини (нім. Deutscher Eishockey-Bund) є головною хокейною організацією в країні, штаб-квартира знаходиться в Мюнхені. Федерація налічує близько 70 тис. членів. Представляє інтереси німецького хокею в Міжнародній федерації хокею з шайбою. Була заснована 16 червня 1963 року.

## Функції
Федерація хокею Німеччини (ХСГ) організовує та проводить чемпіонати, першості, розіграші кубків та інші офіційні спортивні змагання, а також міжнародні хокейні турніри на території ФРН. До обов'язків федерації входить вдосконалення системи підготовки спортсменів вищої кваліфікації, забезпечення заходів з підготовки та участі в міжнародних змаганнях збірних і клубних команд Німеччини. Федерація проводить роботу зі становлення, розвитку та координації професійного, аматорського та дитячо-юнацького хокею, надання допомоги ветеранам.

## Цілі та завдання
Федерація хокею Німеччини є загальнонімецьким громадським об'єднанням, створеним для розвитку та популяризації хокею в Федеративній Республіці Німеччина, підвищення його ролі у всебічному розвитку особистості, зміцнення здоров'я, формування здорового способу життя населення, розвитку та координації професійного, а також аматорського та дитячо-юнацького хокею;
- забезпечує заходи з підготовки та участі в міжнародних змаганнях збірних і клубних команд Німеччини;
- розвиває співпрацю з національними федераціями та лігами хокею зарубіжних країн;

Федерація хокею Німеччини здійснює свою діяльність на території 16 земель.

## Президенти
- 1963—1964 Людвіг Заметцер та Гюнтер Сабецкі
- 1964—1992 Отто Ваннер
- 1992—1995 Ульф Якель
- 1995—2002 Райнер Госсманн
- 2002—2008 Ганс-Ульріх Ескін
- 2008—2014 Уве Харнос
- 2014—2022 Франц Райндль
- 2022— Пітер Мертен